# Sonny King
Larry Johnson (Carolina del Nord, 8 febbraio 1945 – Carolina del Nord, 31 agosto 2024) è stato un wrestler statunitense, meglio conosciuto come Sonny King. Combatteva nella World Wide Wrestling Federation, dove riuscì anche a vincere il titolo di coppia.

## Biografia
Johnson iniziò la sua carriera sportiva come boxer, ma successivamente passò al wrestling. Si allenò a Detroit, a Pittsburgh e in Ontario.
Nel 1972, in coppia con Chief Jay Strongbow, vinse i WWWF World Tag Team Championship sconfiggendo King Curtis Iaukea e Mikel Scicluna. Il loro regno da campioni durò un mese, quando persero contro Professor Tanaka e Mr. Fuji.
Dopo poco, Johnson lasciò la WWWF e passò alla NWA, dove vinse l'NWA Alabama Heavyweight Championship nel marzo del 1977. Nel 1978 e nel 1979, Johnson lavorò a Memphis come manager di Jos Leduc e Ron Bass. Ebbe anche una faida con Jerry Lawler per il Southern Championship. Nella Championship Wrestling from Florida, vinse la versione della Florida dell'NWA Brass Knuckles Championship.
Nella Continental Wrestling Association, vinse nel 1980 l'AWA Southern Tag Team Championship. Si ritirò verso la metà degli anni '80.
Sonny King è morto il 31 agosto 2024, all'età di 79 anni.

## Vita privata
Ebbe un figlio, che giocò a football per i South Carolina Gamecocks.

## Titoli e riconoscimenti
- Championship Wrestling from Florida
  - NWA Brass Knuckles Championship (Florida version) (1)
- Continental Wrestling Association
  - AWA Southern Tag Team Championship (2)  - con Ricky Morton (1) e con The Angel (1)
- Southeastern Championship Wrestling
  - NWA Alabama Heavyweight Championship (1)
- World Wide Wrestling Federation
  - WWWF World Tag Team Championship (1) - con Chief Jay Strongbow